# Ліцей №1 Тростянецької міської ради
Ліцей № 1 Тростянецької міської ради (у 1985—2018 рр. — Тростянецька спеціалізована школа І-ІІІ ступенів № 5 ТМР, у 2018—2024 рр. — Заклад загальної середньої освіти І-ІІІ ступенів № 5 ТМР) — ліцей з дошкільним відділенням, початковою школою та гімназією в місті Тростянець на Сумщині, знаходиться за адресою: вул. Миру, 32. Найбільший заклад освіти в Тростянецькій громаді. Школа відкрита в 1986 році.

## Опис
Ліцей № 1 Тростянецької міської ради знаходиться в центральному кварталі міста Тростянець Сумської області, за адресою: вул. Миру, 32. Головний вхід знаходиться на стороні вулиці Відродження України. Основна частина будівлі ліцею є трьохповерховою і ділиться на 3 корпуси. У іншій двохповерховій частині знаходиться їдальня, спортзал (на першому поверсі) та актова зала (на другому поверсі). У переході між цими частинами будівлі розташована приймальня, кабінет директора і медпункт.
Наразі чинним директором Ліцею № 1 є Бондаренко Ірина Вікторівна.

### Філії
Крім самого Ліцею № 1, до його структури також входять 3 філії (1 із яких у с. Станова):
- Тростянецька філія Ліцею № 1 ТМР;
- Смородинська філія Ліцею № 1 ТМР;
- Станівська філія Ліцею № 1 ТМР.

## Історія
Тростянецький ліцей № 1 (тоді ще спеціалізована школа № 5) відкрився у 1986 році. Вона була розрахована на 1125 учнів.
У зв'язку з освітньою реформою, у 2018 році Тростянецька спеціалізована школа № 5 була перейменована в Заклад загальної середньої освіти І-ІІІ ступенів № 5 Тростянецької міської ради і стала опорним закладом освіти. Тоді ж спеціалізована школа № 1 та Смородинський НВК стали філіями І-ІІ ступенів ЗЗСО № 5.
У 2024 році ЗЗСО № 5 було перейменовано в Ліцей № 1 Тростянецької міської ради, а Станівський ЗЗСО І-ІІ ступенів був приєднаний до Ліцею № 1 як філія.

## Відомі випускники
- Бова Юрій Анатолійович — міський голова Тростянця з 2005 року, засновник ГО «Спілка підприємців Тростянеччини», засновник БФ «Доброта», голова Федерації легкої атлетики Сумської області, президент «Асоціації відкритих міст» з лютого 2019 року.